# Ga Seonjeongneung
Ga Seonjeongneung (Tiếng Hàn: 선정릉역, Hanja: 宣靖陵驛) là ga trung chuyển cho Tàu điện ngầm Seoul tuyến 9 và Tuyến Suin–Bundang nằm ở Samseong-dong, Gangnam-gu, Seoul. Nhà ga này có tên như vậy do nằm gần Seonjeongneung, ngôi mộ hoàng gia triều đại Joseon Seolleung (선릉, 宣陵) và Jeongneung (정릉, 靖陵).

## Lịch sử
- 18 tháng 9 năm 2012: Thông báo bảng cự ly đường sắt [1]
- 6 tháng 10 năm 2012: Hoạt động kinh doanh bắt đầu với việc khai trương đoạn Wangsimni ~ Seolleung của Tuyến Bundang
- 28 tháng 3 năm 2015: Nó trở thành ga trung chuyển với việc khai trương đoạn mở rộng giai đoạn hai giữa Ga Sinnonhyeon ~ Ga Khu liên hợp thể thao trên Tàu điện ngầm Seoul tuyến 9.
- 28 tháng 11 năm 2018: Hoạt động vận hành của Tàu điện ngầm Seoul tuyến 9 được chuyển đổi từ hoạt động được ủy thác lại sang hoạt động trực tiếp quản lý bởi Tổng công ty Vận tải Seoul.

## Bố trí ga

### Tuyến Suin–Bundang (B5F)
| ↑ Văn phòng Gangnam-gu |
| \| １                  |
| Seolleung ↓            |

| １ | ●Tuyến Suin–Bundang | → Hướng đi Seolleung · Suwon · Incheon →                    |
| ２ | ●Tuyến Suin–Bundang | ← Hướng đi Văn phòng Gangnam-gu · Wangsimni · Cheongnyangni |

### Tuyến số 9 (B3F)
| Eonju (Địa phương) ↑ Sinnonhyeon (Tốc hành) ↑         |
| \| W/B                                                |
| ↓ Bongeunsa (Tốc hành) ↓ Samseongjungang (Địa phương) |

| Hướng Tây  | ● Tuyến 9 | Địa phương · Tốc hành | ← Hướng đi Sinnonhyeon · Gaehwa                              |
| Hướng Đông | ● Tuyến 9 | Địa phương · Tốc hành | → Hướng đi Bongeunsa · Bệnh viện cựu chiến binh Trung ương → |

## Xung quanh nhà ga
- Văn phòng Giáo dục Seoul Gangnam Seocho
- Thư viện Gangnam
- Trung tâm Y tế Công cộng Gangnam-gu
- Khách sạn Ramada Seoul
- Lăng mộ Seonjeongneung
- Bưu điện Samseong-dong
- Trung tâm phúc lợi hành chính Samsung 2-dong
- Hướng tới Ga Eonju
- Blockberry Creative
- Maroo Entertainment
- Makeus Entertainment
- IHQ
- Happy Face Entertainment
- Bưu điện Yeoksam
- Quỹ vì sự tiến bộ của khoa học và sáng tạo Hàn Quốc
- Quỹ di sản văn hóa Hàn Quốc
- Trung tâm đào tạo di sản văn hóa phi vật thể quốc gia
- Bưu điện Haecheong

## Hình ảnh

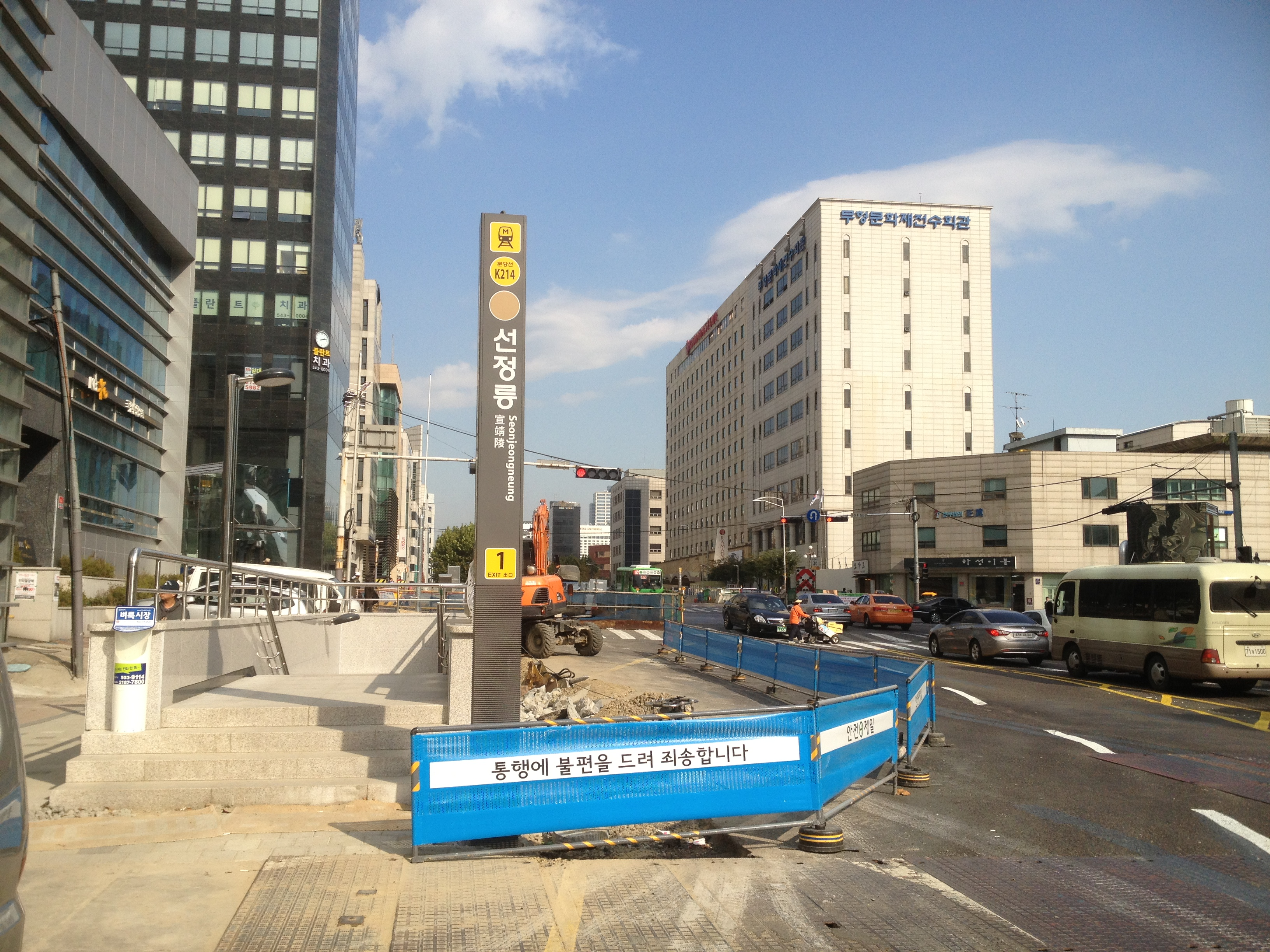
Lối ra 1
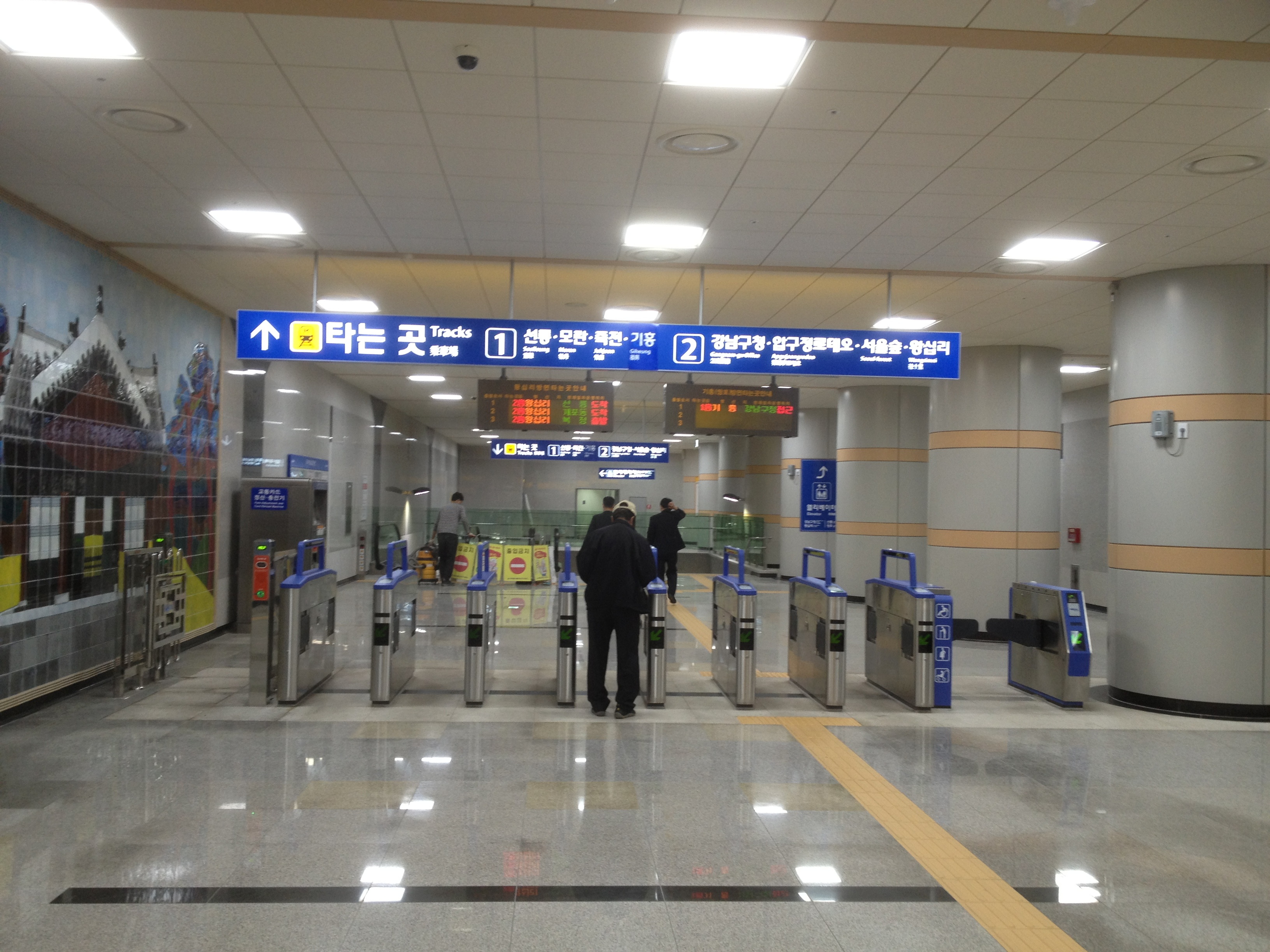
Cửa soát vé Tuyến Suin–Bundang
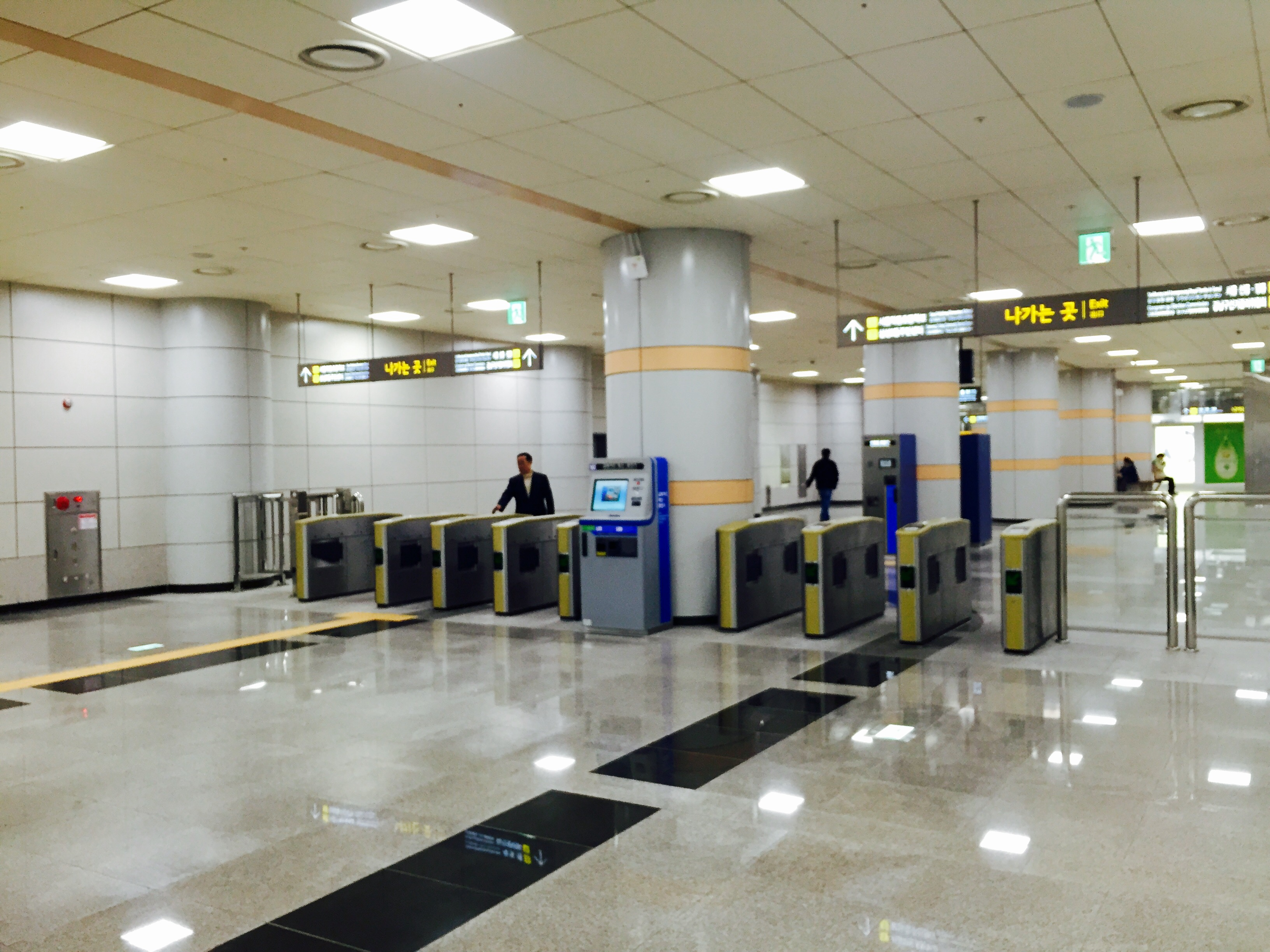
Cửa soát vé Tuyến 9
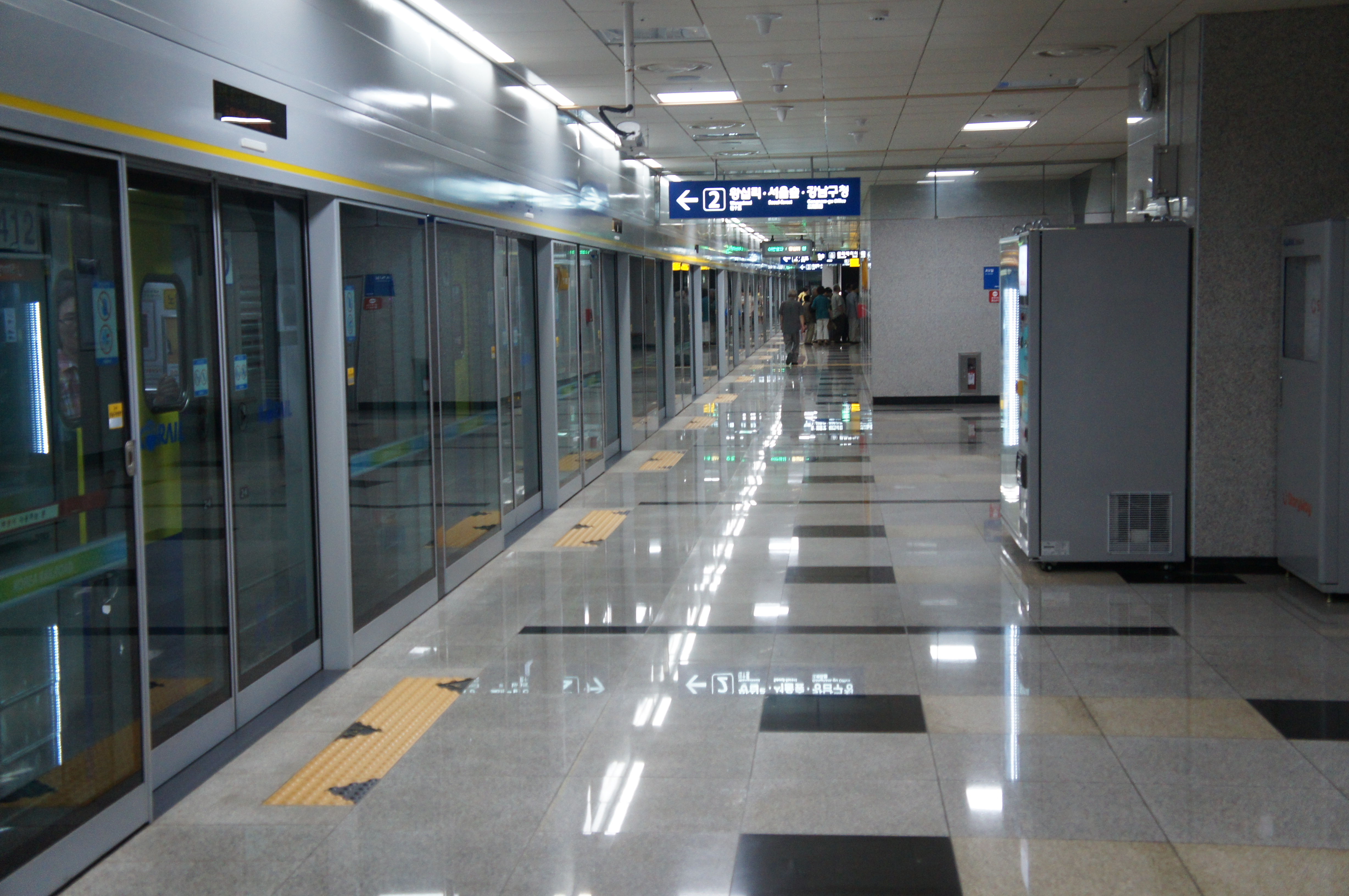
Sân ga Tuyến Suin–Bundang